# بارنهارتول
بارنهارتول (به انگلیسی: Barnhartvale) یک منطقهٔ مسکونی در کانادا است که در بریتیش کلمبیا واقع شده‌است.